# رود سورینام
 رود سورینام رودی است به اقیانوس اطلس می‌ریزد. این رود از کشور سورینام می‌گذرد.